# 湯袋峠
湯袋峠（ゆぶくろとうげ）は、茨城県石岡市と同桜川市の境にある標高250メートル (m) の峠。南北に連なる筑波連山北部の峠の一つであり、弁天山と筑波山の間に位置している。筑波連山を東西に横断する県道150号月岡真壁線に、筑波連山の稜線を南北に縦走する北筑波稜線林道が峠で接続している。
人肌くらいの湯が湧出していたのが、名の由来とされている。
- 県道月岡真壁腺（桜川市方面）
- 県道月岡真壁腺（石岡市方面）